# Dzydzilelya
Dzydzilelya , Dzidzilelja ali Dzidzileyla je bila po Janu Długoszu poganska boginja poljskih Slovanov, ki jo je  Długosz poistovetil z rimsko Venero. Dzydzilelya naj bi bila boginja poroke in plodnosti.
Strszańsky je leta 1634 ime te boginje zapisal kot Zizilja. Urbańczyk domneva, da je bilo njegovo poljsko ime v resnici Dzidzilelę. Aleksander Brückner je trdil, da ime Dzydzilelya izhaja iz brezpomenskega izraza iz nekega refrena ljudske pesmi,  Długosz pa naj bi v tem imenu videl ime boginje. Kljub temu pa nekateri učenjaki dopuščajo možnost, da je bila Dzydzilelya med zahodnimi Slovani analogna bolgarski Dodoli, boginji dežja in plodnosti. Navsezadnje je Legier postavil trditev, da je Dzydzilelya preprosto dziecilela (»ljubkovalka otrok«).